# Evergreen (bài hát của Westlife)
"Evergreen" là bài hát nhạc pop, được đồng sáng tác bởi Jörgen Elofsson, Per Magnusson và David Kreuger, được thu âm ban đầu bởi ban nhạc Ireland Westlife. Bài hát xuất hiện trong album của họ World of Our Own, và được phát hành dưới dạng đĩa đơn chỉ tại Philippines, nơi nó đạt tới vị trí số 1.

## Phiên bản của Will Young
Năm 2002, bài hát được chọn là đĩa đơn cho người chiến thắng Pop Idol mùa một và được thu âm bởi Will Young.

### Danh sách track
1. "Anything Is Possible"
2. "Evergreen"

### Bảng xếp hạng

#### Bảng xếp hạng hàng tuần
| Bảng xếp hạng (2002)        | Vị trí cao nhất |
| --------------------------- | --------------- |
| Châu Âu (Eurochart Hot 100) | 13              |
| Ireland (IRMA)              | 2               |
| Scotland (OCC)              | 1               |
| Anh Quốc (OCC)              | 1               |

#### Bảng xếp hạng cuối năm
| Bảng xếp hạng (2002)                 | Vị trí |
| ------------------------------------ | ------ |
| UK Singles (Official Charts Company) | 1      |

#### Bảng xếp hạng cuối thập kỉ
| Chart (2000–2009)                    | Position |
| ------------------------------------ | -------- |
| UK Singles (Official Charts Company) | 1        |

### Chứng nhận
| Quốc gia       | Chứng nhận  | Số đơn vị/doanh số chứng nhận |
| -------------- | ----------- | ----------------------------- |
| Anh Quốc (BPI) | 3× Platinum | 1,790,000                     |